# Black and White
Black and White és una pel·lícula policíaca estatunidenca dirigida per Yuri Zeltser el 1999.

## Argument
Un jove policia va de parella amb un agent femení experimentat, al voltant de la qual hi ha sospites: el seu passat turmentat amb el seu pare podria ser la font d'una certa violència, i no seria el policia urbà que executa truans d'un tret a l'ull esquerre ?

## Repartiment
- Gina Gershon: Nora 'Hugs' Hugosian
- Rory Cochrane: Chris O'Brien
- Ron Silver: Simon Herzel
- Alison Eastwood: Lynn Dombrowsky
- Ross Partridge: Michael Clemence
- James Handy: sergent Wright
- Carl Anthony Payne II: Ernie Pitts
- Ashley Tucker: Bany Glover